# 桐丘さな
桐丘 さな（きりおか さな、10月11日 - ）は、日本の漫画家。女性。

## 来歴
2009年、『月刊コミックアライブ』（メディアファクトリー）にて読切『びじょりずむ』でデビュー。2011年、『月刊コミックブレイド』（マッグガーデン）にて『E』で連載デビュー。
また、「メメチダイヤモンド」というサークルで同人活動もおこなっている。

## 作品リスト

### 連載
- E（原作：大代しんり、『月刊コミックブレイド』2011年6月号[2] - 2012年2月号[3]、マッグガーデン、全1巻）
- 魔族倶楽部へようこそ!（『コミック怪』Vol.17[4] - 20、角川書店、全1巻）
- 失恋ペットと獣医様（『プチプリンセス』2013年2月号[5] - 2013年12月号） - 単行本は未刊行。
- シズコはオレのヨメ（『Nextcomicファースト』2014年5月 - 2015年5月→『ネクストF』2015年6月 - 9月、宙出版、全3巻）
- 大正処女御伽話（『ジャンプスクエア』2015年8月号[6] - 2017年10月号[7]、集英社、全5巻）
- 昭和オトメ御伽話（『少年ジャンプ+』2018年8月21日 - 2020年5月12日、隔週連載、集英社、全5巻）※『大正処女御伽話』の続編
- 大正処女御伽話 -厭世家ノ食卓-（『少年ジャンプ+』2021年7月23日 - 2021年12月31日、集英社、全2巻）※『大正処女御伽話』の外伝
- 六花綺譚（『ヤンマガWeb』2025年6月2日[8] - 、講談社、既刊1巻）

### 読み切り
- びじょりずむ（『月刊コミックアライブ』2009年9月号） - デビュー作[1]
- あやかしかくし - 『魔族倶楽部へようこそ!』収録
- 自由ノ国のこじか（『まんがライフ』2012年9月号）
- 麗しの妹〜禁断の恋に耽溺スル〜（『コミックフラッパー』2012年11月号[9]）
- 月影ディストピア（『ジャンプSQ.19』2013年Vol.10）
- 短編漫画[10]（『月刊プリンセス』2013年9月号[11]、『ピノコトリビュート アッチョンブリケ！』2013年[12]）
- この王子、いじわるです!（『プチプリンセス』2014年2月号[13]）

### その他
- 青の祓魔師10周年記念本『AOEX10』（2020年6月4日発売[14]） - 寄稿[14]
- THE ART OF COROLLA CROSS（「COROLLA CROSS 100 ways」サイトで公開、2021年11月3日[15]） - 「カローラクロス」の魅力を描く企画、作品寄稿[15]